# Barentin
Barentin ist eine französische Kleinstadt mit 12.227 Einwohnern (Stand 1. Januar 2022) im Département Seine-Maritime in der Region Normandie.

## Geographie
Die Stadt liegt 17 Kilometer nordwestlich von Rouen und ungefähr 125 Kilometer von Paris entfernt.  Durch den Ort verläuft der Fluss Austreberthe, der die Stadt in zwei Hälften teilt. 

## Sehenswürdigkeiten

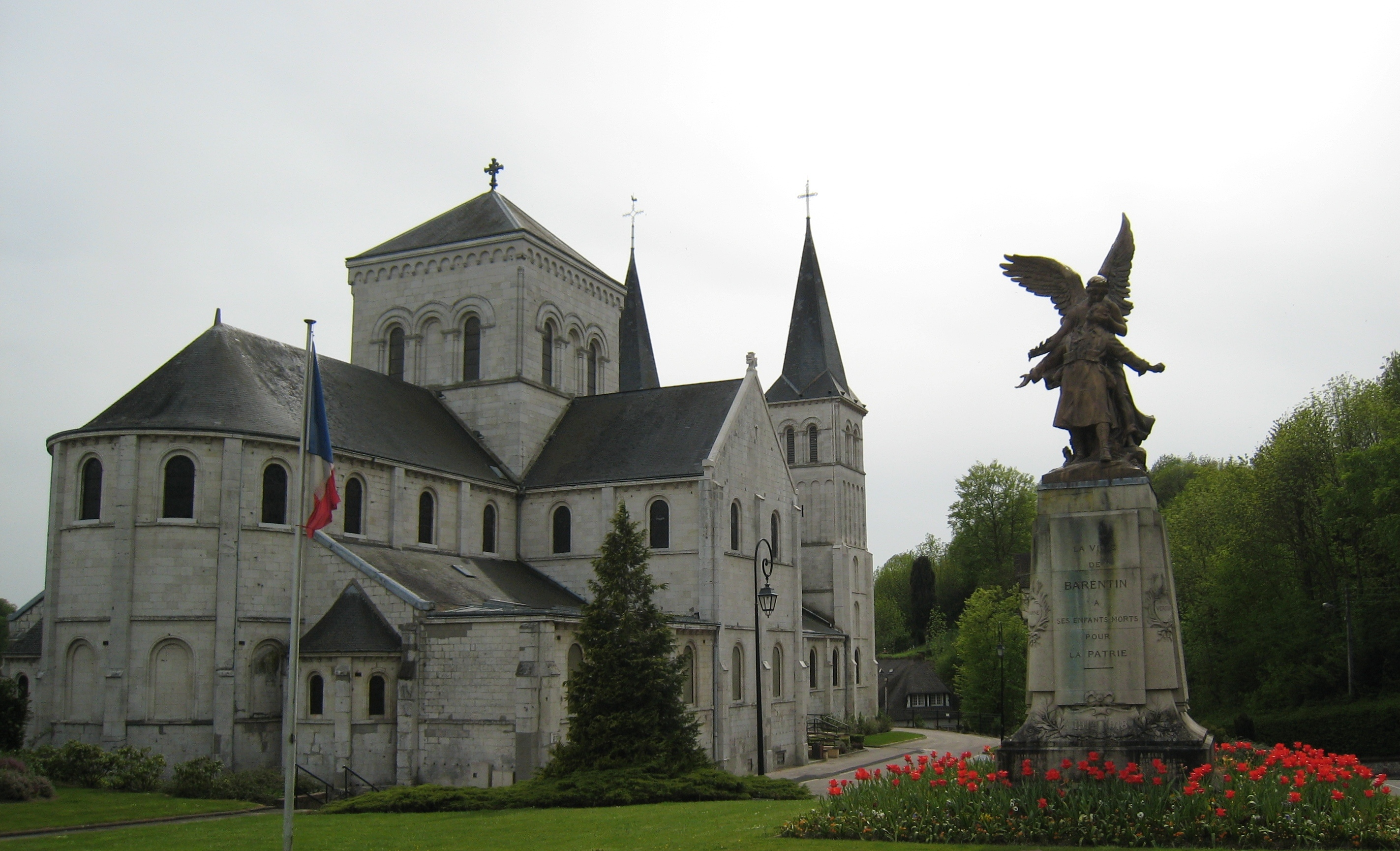
Kirche Saint-Martin

- Kirche Saint-Martin, neoromanisches Bauwerk, wurde von 1855 bis 1860 nach den Plänen von Désiré Martin und Charles Robert erbaut. Das Innere der Kirche ist bewusst schlicht ausgestaltet. Die Glasmalerei aus dem Jahre 1856 wurde 1944 fast völlig zerstört.
- Kapelle Saint-Hélier, erbaut im 16. Jahrhundert, früher Teil eines Klosters

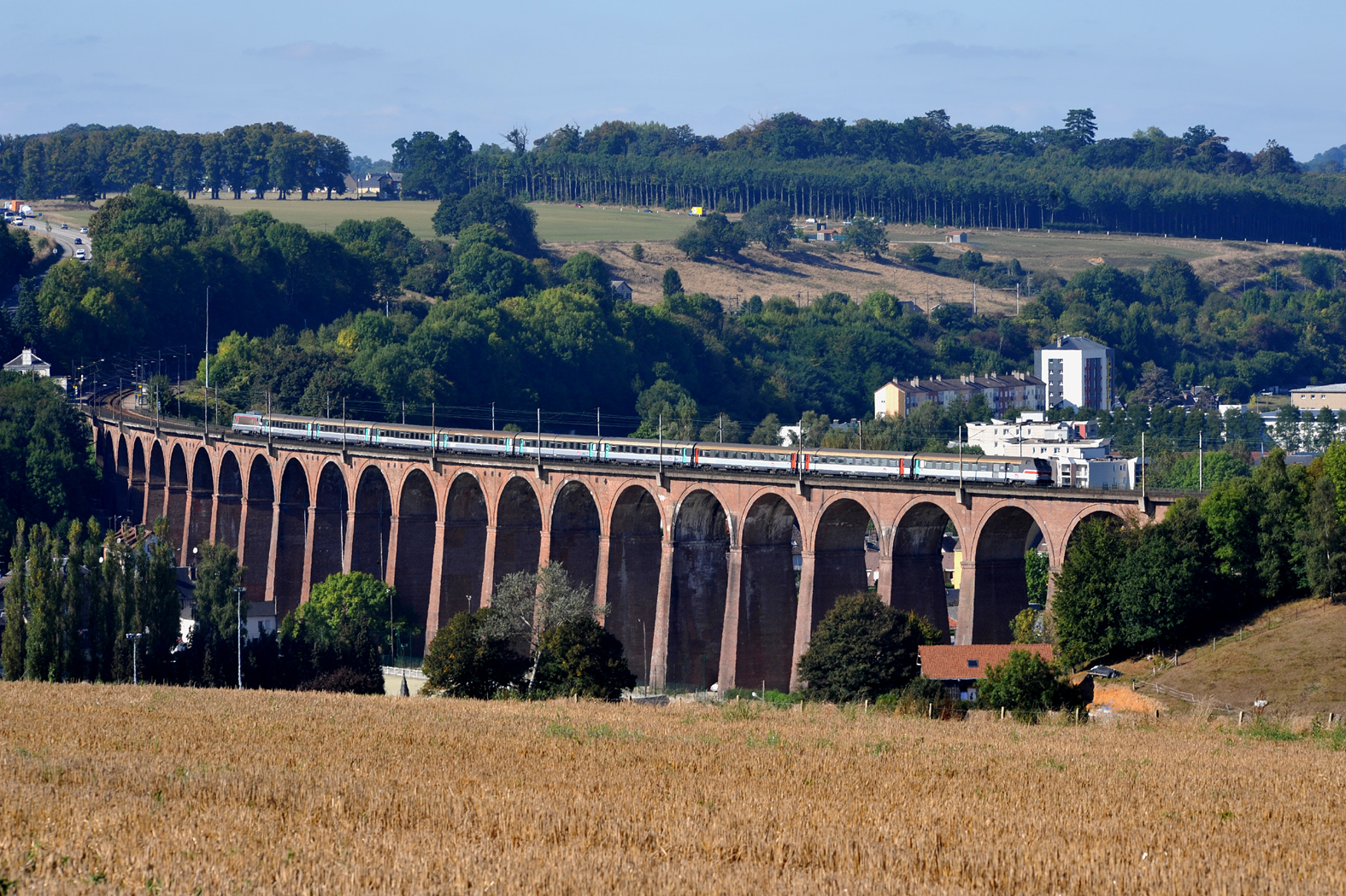
Viadukt der Bahnstrecke Paris-Le Havre

- Eisenbahn-Viadukt, mit 27 Bögen, 480 Meter lang und 33 Meter hoch, dient der Tal- und Flussüberquerung für die Strecke Paris - Le Havre. Das Viadukt wurde 1847 von Joseph Locke erbaut. Es ist Wahrzeichen der Stadt und findet sich auch auf dem Stadtwappen.
- Musée dans la Ville (Museum in der Stadt), 160 im Stadtgebiet verteilte Skulpturen von Auguste Rodin, Antoine Bourdelle, Marcel Gromaire, Paul Belmondo, Léon-Ernest Drivier und anderen Künstlern, die die ganze Stadt zu einem Museum werden lassen. Hierunter befindet sich auch eine Replik der Freiheitsstatue. Diese diente als Requisit in der 1969 entstandenen Filmkomödie Das Superhirn. Die Objekte des Musée dans la Ville wurden von André Marie zusammengetragen, der von 1945 bis 1974 Bürgermeister von Barentin war.
- Archäologische Sammlung im Stadtmuseum mit Exponaten aus dem 5. bis 8. Jahrhundert, die bei Grabungen in der Region zutage kamen

## Partnerstädte
Barentin unterhält zu folgenden Städten Partnerschaften: Petersfield (Vereinigtes Königreich), Warendorf (Deutschland), Castiglione delle Stiviere (Italien) und Brossard (Kanada).

## Verkehrsanbindung
Barentin ist an die Autoroute A150 sowie an die Route nationale 15 angeschlossen.
Vom Bahnhof fahren TER-Züge in Richtung Le Havre und Rouen mit Anschluss nach Paris.

### In der Literatur
Der Roman "La Bete Humaine" ("Das Tier im Menschen") von Emile Zola, angesiedelt im Eisenbahner-Milieu um 1870, spielt teils im fiktiven Dorf La-Croix-de-Maufrage, "genau in der Mitte zwischen den Stationen Malaunay und Barentin gelegen, vier Kilometer von jeder Station entfernt".

## Persönlichkeiten
- André Marie (1897–1974), französischer Ministerpräsident, mehrfacher Minister, Bürgermeister von Barentin von 1945 bis 1974
- Père Jacques de Jésus (Geburtsname: Lucien Bunel), (1900–1945), Karmelitenpater, Gerechter unter den Völkern, wurde in Barentin geboren, eine Skulptur des Bildhauers Henri Bouchard erinnert an ihn an der Ostseite der Kirche Saint-Martin
- Abdelkader Chékhémani (* 1971), Mittelstreckenläufer